# Multikino

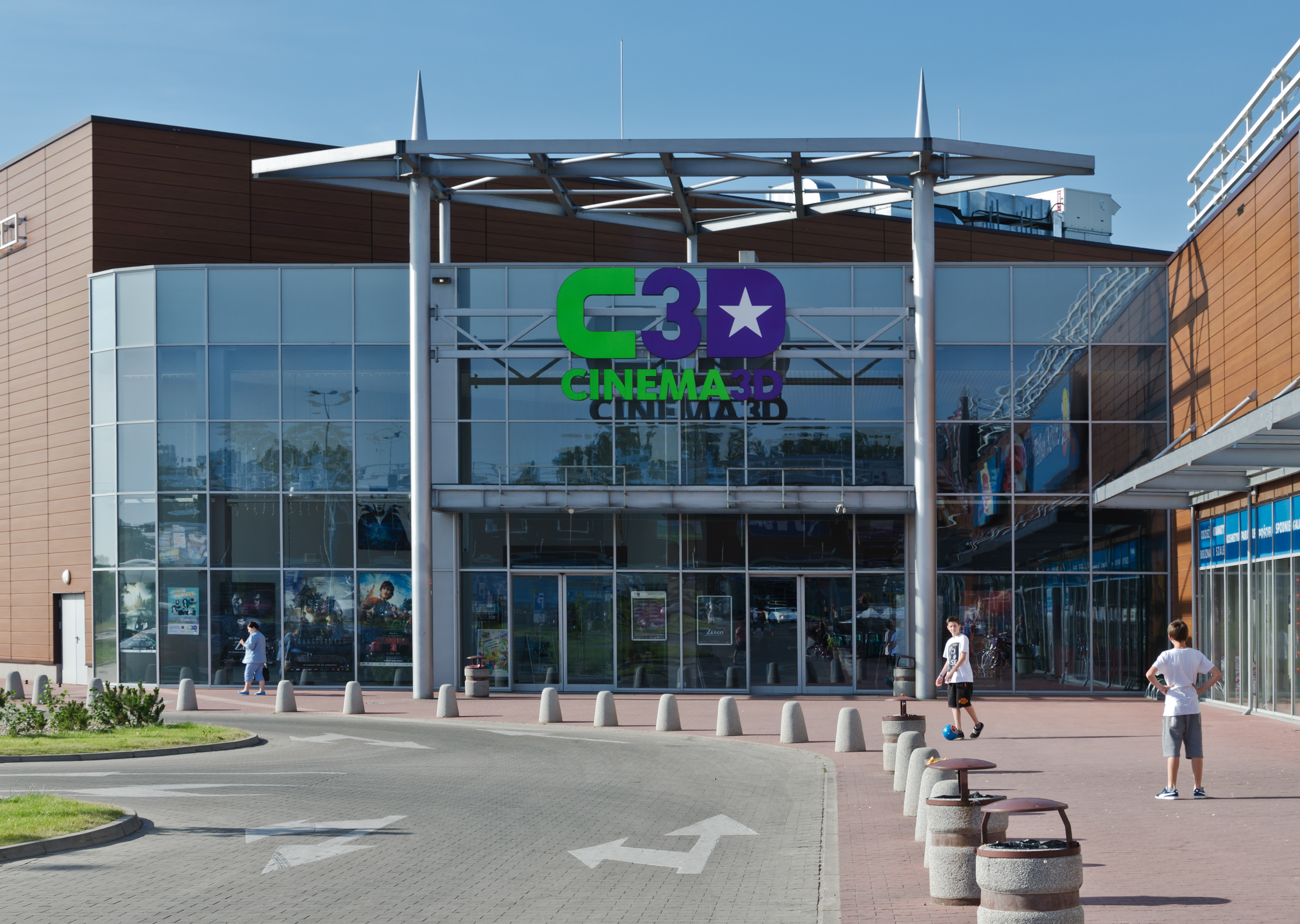
Multikino v Polsku

Multikino (nebo také multiplex) je kino sdružující více promítacích sálů v rámci jednoho uceleného stavebního komplexu. Oproti kinům s jedním sálem mohou multikina díky více sálům zajistit více filmových titulů ve více promítacích časech. Vyznačují se zpravidla pohodlnými sedadly, moderními technologiemi a vyšším vstupným. V multikině obvykle nechybí možnost občerstvení, zejména typický popcorn.

## Historie

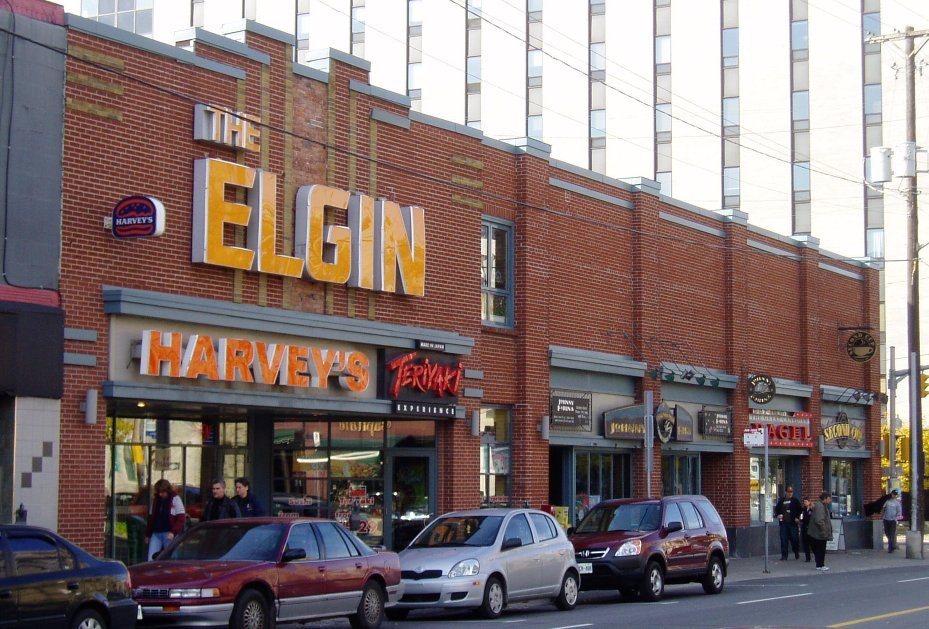
Kino Elgin v kanadské Ottawě

Nat Taylor, provozovatel kina Elgin v kanadské Ottawě, se v prosinci 1947 rozhodl otevřít menší kino („Litle Elgin“) vedle svého prvního kina. Trvalo až do konce 50. let, než se rozhodl promítat různé filmy v každém sále, protože se mu příčilo nahrazovat filmy, které nadále vydělávají peníze, novinkami. V roce 1962 otevřel dvousálová kina v Montrealu a Torontu.
V roce 1963 otevřela společnost AMC Theatres dvousálové kino v Kansas City. Struktura obchodního centra, ve kterém bylo postaveno, nedovolovala postavit větší kino. Toto multikino, stejně jako první multikina, hrálo pouze jeden film v obou sálech najednou. V roce 1966 bylo nahrazeno kinem se 4 sály a v roce 1969 kinem se 6 sály.

## Megaplex
Pro kina s více než 20 sály se používá označení megaplex.
V dubnu 1979 Nat Taylor spoluzaložil do té doby největší světové multikino s 18 sály - Cineplex v torontském Eaton's Center. Roku 1981 bylo rozšířeno na 21 sálů. V listopadu 1988 otevřela společnost Kinepolis v Bruselu multikino s 25sály. Toto kino bývá nazýváno jako "první megaplex". Kino s největším počtem sálů otevřela v roce 1996 společnost AMC Theatres v obchodním centru Ontario Mills. Toto kino má 30 sálů. Největším kinem na světě co se týče divácké kapacity je megaplex společnosti Kinepolis v Madridě s 25 sály a kapacitou 9 200 sedadel. Otevřeno bylo v roce 1998.
V Česku byl otevřen první megaplex v roce 2017 společností Cinema City v Centru Chodov v Praze.

## Multikina v Česku

### Předchůdci
Pražské kino Moskva nebylo multikinem v současném významu, od roku 1977 ale disponovalo dvěma sály (pro 500 a pro 64 diváků).  kino Praha po přestavbě v roce 1984 mělo též dva sály (jeden pro 118 a druhý pro 30 diváků).

### Moderní multiplexy

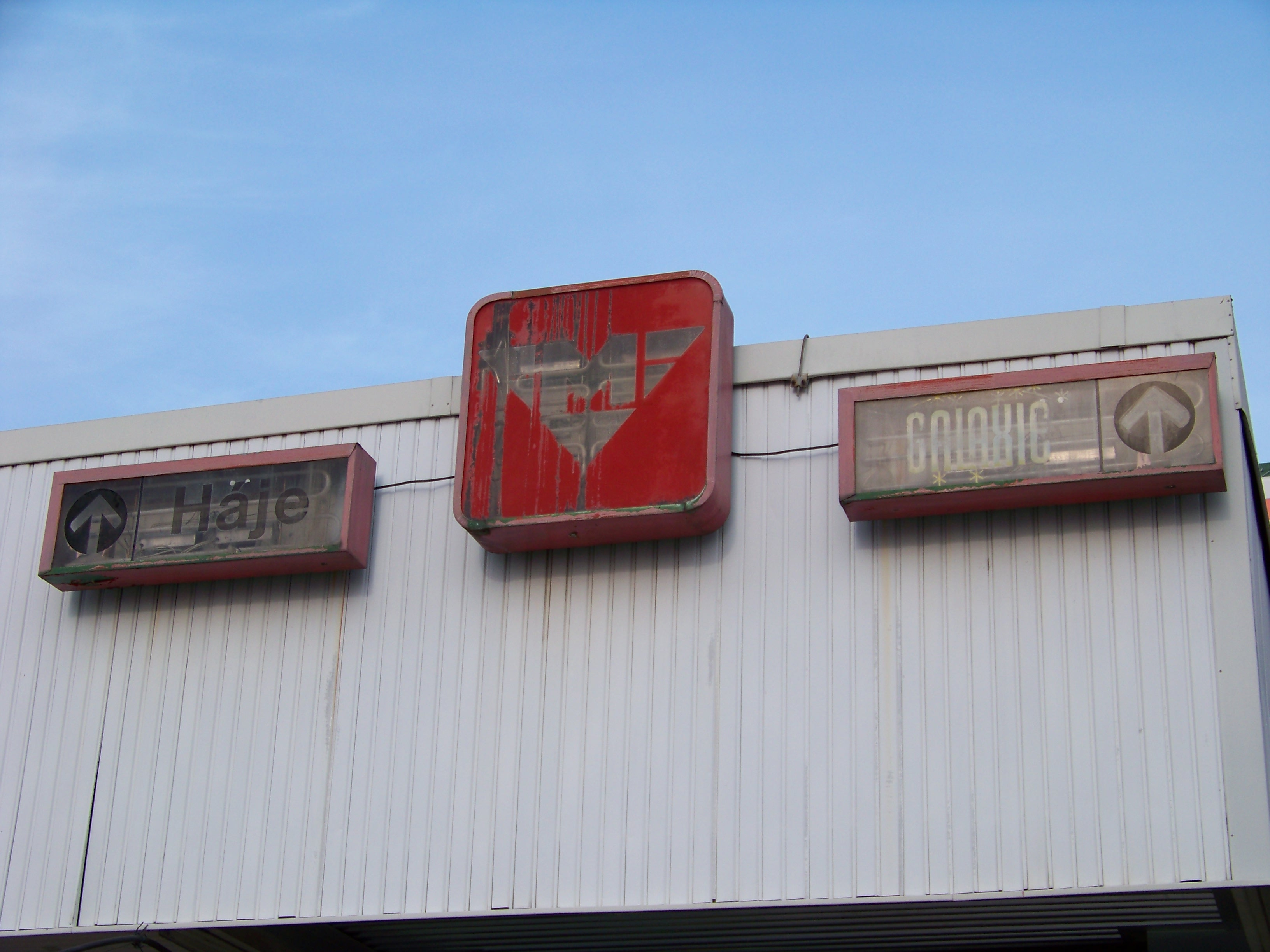
Směrovka ke "starému" multikinu Galaxie

V České republice bylo prvním vícesálovým kinem Multikino Galaxie na pražských Hájích, které bylo otevřeno v dubnu 1996 a vzniklo přestavbou kulturního centra. V roce 2001 se kino přesunulo do nedaleké novostavby, kde fungovalo až do roku 2019. Nejednalo se ovšem o multiplex v pravém slova smyslu. Prvním klasickým muliplexem byla Olympia v Modřicích u Brna otevřená v říjnu 1999, kterou provozovala společnost Ster Century (později Palace Cinemas a následně Cinema City).

### Provozující společnosti
| Společnost                            | Multikina                                                                                       | Multikina                                                                                       | Multikina                                                                                       |
| Společnost                            | Praha                                                                                           | Další místa                                                                                     | Celkem                                                                                          |
| ------------------------------------- | ----------------------------------------------------------------------------------------------- | ----------------------------------------------------------------------------------------------- | ----------------------------------------------------------------------------------------------- |
| Cinema City Czech s.r.o.              | 6                                                                                               | 7                                                                                               | 13                                                                                              |
| Cinestar, s.r.o.                      | 2                                                                                               | 11                                                                                              | 13                                                                                              |
| Premiere Cinemas                      | 1                                                                                               | 2                                                                                               | 3                                                                                               |
| Golden Apple Cinema a.s.              | 0                                                                                               | 1                                                                                               | 1                                                                                               |
| CNMX Cinema Company CZ, s.r.o.        | 0                                                                                               | 1                                                                                               | 1                                                                                               |
| Intersonic Entertainment s.r.o.       | změna na dvousálové kino                                                                        | změna na dvousálové kino                                                                        | změna na dvousálové kino                                                                        |
| Palace Cinemas Czech, s.r.o.          | odkoupena společností Cinema City Czech s.r.o. (celkem 8 multikin, z toho 4 v Praze a 2 v Brně) | odkoupena společností Cinema City Czech s.r.o. (celkem 8 multikin, z toho 4 v Praze a 2 v Brně) | odkoupena společností Cinema City Czech s.r.o. (celkem 8 multikin, z toho 4 v Praze a 2 v Brně) |
| Ster Century                          | odkoupena společností Palace Cinemas Czech, s.r.o.                                              | odkoupena společností Palace Cinemas Czech, s.r.o.                                              | odkoupena společností Palace Cinemas Czech, s.r.o.                                              |
| Village Cinemas Czech Republic s.r.o. | odkoupena společností Cinestar, s.r.o.                                                          | odkoupena společností Cinestar, s.r.o.                                                          | odkoupena společností Cinestar, s.r.o.                                                          |
| Celkem                                | 10                                                                                              | 21                                                                                              | 31                                                                                              |

### Parametry multikin
Mulitikina v České republice mají (k datu 06. 07. 2022) následující parametry:
|  | 3D sál                                       |
|  | IMAX sál                                     |
|  | 4DX sál                                      |
|  | Gold Class (Cinestar), VIP (Cinema City) sál |
|  | zrušený sál                                  |

| Multikino                      | Umístění         | Provoz zahájen    | Provoz ukončen   | Počet sedadel v sále | Počet sedadel v sále | Počet sedadel v sále | Počet sedadel v sále | Počet sedadel v sále | Počet sedadel v sále | Počet sedadel v sále | Počet sedadel v sále | Počet sedadel v sále | Počet sedadel v sále | Počet sedadel v sále | Počet sedadel v sále | Počet sedadel v sále | Počet sedadel v sále | Počet sedadel v sále | Počet sedadel v sále | Počet sedadel v sále | Počet sedadel v sále | Celkem sedadel | Celkem sálů |
| Multikino                      | Umístění         | Provoz zahájen    | Provoz ukončen   | 1                    | 2                    | 3                    | 4                    | 5                    | 6                    | 7                    | 8                    | 9                    | 10                   | 11                   | 12                   | 13                   | 14                   | 15                   | 16                   | 17                   | 18                   | Celkem sedadel | Celkem sálů |
| ------------------------------ | ---------------- | ----------------- | ---------------- | -------------------- | -------------------- | -------------------- | -------------------- | -------------------- | -------------------- | -------------------- | -------------------- | -------------------- | -------------------- | -------------------- | -------------------- | -------------------- | -------------------- | -------------------- | -------------------- | -------------------- | -------------------- | -------------- | ----------- |
| Cinema City Olympia            | Modřice          | 13. říjen 1999    |                  | 111                  | 111                  | 109                  | 145                  | 151                  | 311                  | 357                  | 283                  | 413                  | 156                  | ?                    | ?                    | ?                    | ?                    |                      |                      |                      |                      | 2 147          | 10          |
| Premiere Cinemas Park Hostivař | Praha 10         | 5. říjen 2000     | [ 7 ]            | 136                  | 359                  | 257                  | 216                  | 174                  | 156                  | 199                  | 233                  | ?                    | ?                    |                      |                      |                      |                      |                      |                      |                      |                      | 1 730          | 8           |
| Cinema City Slovanský dům      | Praha 1          | 7. prosinec 2000  |                  | 307                  | 333                  | 290                  | 165                  | 157                  | 134                  | 133                  | 119                  | 81                   | 125                  |                      |                      |                      |                      |                      |                      |                      |                      | 1 844          | 10          |
| Cinestar Černý Most            | Praha 10         | 14. prosinec 2000 |                  | 166                  | 78                   | 106                  | 218                  | 134                  | 289                  | 134                  | 75                   | 370                  |                      |                      |                      |                      |                      |                      |                      |                      |                      | 1 570          | 9           |
| Multikino Ládví                | Praha 8          | 1. květen 2001    | 30. dubna 2020   | 456                  | 145                  | 51                   | 69                   | 51                   | 70                   |                      |                      |                      |                      |                      |                      |                      |                      |                      |                      |                      |                      | 0 (842)        | 0 (6)       |
| Cinema City Galaxie            | Praha 4          | 28. červen 2001   | 18. září 2019    | 131                  | 147                  | 296                  | 330                  | 80                   | 234                  | 194                  | 122                  | 194                  |                      |                      |                      |                      |                      |                      |                      |                      |                      | 0 (1 729)      | 0 (9)       |
| Cinema City Velký Špalíček     | Brno             | 31. srpen 2001    |                  | 212                  | 310                  | 371                  | 88                   | 149                  | 164                  | 119                  |                      |                      |                      |                      |                      |                      |                      |                      |                      |                      |                      | 1 412          | 7           |
| Cinestar Hradec Králové        | Hradec Králové   | 25. říjen 2001    |                  | 151                  | 239                  | 285                  | 426                  | 125                  | 104                  | 104                  | 161                  |                      |                      |                      |                      |                      |                      |                      |                      |                      |                      | 1 595          | 8           |
| Cinema City Nový Smíchov       | Praha 5          | 15. listopad 2001 |                  | 332                  | 369                  | 172                  | 268                  | 219                  | 169                  | 143                  | 239                  | 139                  | 159                  | 179                  | 193                  |                      |                      |                      |                      |                      |                      | 2 581          | 12          |
| Cinestar Ostrava               | Ostrava          | 16. listopad 2001 |                  | 190                  | 214                  | 214                  | 238                  | 238                  | 206                  | 318                  | 206                  |                      |                      |                      |                      |                      |                      |                      |                      |                      |                      | 1 824          | 8           |
| Cinestar Čtyři Dvory           | České Budějovice | 15. března 2002   |                  | 316                  | 316                  | 94                   | 145                  | 145                  | 145                  | 145                  | 94                   |                      |                      |                      |                      |                      |                      |                      |                      |                      |                      | 1 392          | 8           |
| Cinestar Anděl                 | Praha 5          | 18. červenec 2002 |                  | 154                  | 128                  | 133                  | 154                  | 98                   | 112                  | 110                  | 110                  | 292                  | 255                  | 255                  | 241                  | 25                   | 25                   |                      |                      |                      |                      | 2 091          | 14          |
| Cinema City Letňany            | Praha 9          | 18. říjen 2002    |                  | 192                  | 288                  | 103                  | 121                  | 156                  | 288                  | 476                  | 292                  | 156                  | 103                  | 121                  | 348                  |                      |                      |                      |                      |                      |                      | 2 644          | 12          |
| Cinema City Zličín             | Praha 5          | 12. prosinec 2002 |                  | 167                  | 148                  | 179                  | 184                  | 276                  | 396                  | 98                   | 119                  | 96                   | 178                  |                      |                      |                      |                      |                      |                      |                      |                      | 1 841          | 10          |
| Cinema City Flora              | Praha 3          | 20. březen 2003   |                  | 290                  | 143                  | 128                  | 286                  | 356                  | 224                  | 153                  | 160                  | 379                  |                      |                      |                      |                      |                      |                      |                      |                      |                      | 2 119          | 9           |
| Cinestar Olomouc               | Olomouc          | 8. prosinec 2005  |                  | 107                  | 90                   | 133                  | 90                   | 107                  | 201                  | 264                  |                      |                      |                      |                      |                      |                      |                      |                      |                      |                      |                      | 992            | 7           |
| Cinestar Plzeň                 | Plzeň            | 9. únor 2006      |                  | 217                  | 120                  | 96                   | 306                  | 143                  | 120                  | 96                   | 416                  |                      |                      |                      |                      |                      |                      |                      |                      |                      |                      | 1 499          | 8           |
| Cinema City Novodvorská        | Praha 3          | 23. březen 2006   | 3. prosinec 2008 | 267                  | 199                  | 199                  | 96                   | 87                   |                      |                      |                      |                      |                      |                      |                      |                      |                      |                      |                      |                      |                      | 0 (848)        | 0 (5)       |
| Cinestar Pardubice             | Pardubice        | 7. prosinec 2006  |                  | 124                  | 124                  | 226                  | 103                  | 103                  | 91                   |                      |                      |                      |                      |                      |                      |                      |                      |                      |                      |                      |                      | 759            | 6           |
| Cinestar Mladá Boleslav        | Mladá Boleslav   | 17. leden 2008    |                  | 233                  | 140                  | 96                   | 96                   |                      |                      |                      |                      |                      |                      |                      |                      |                      |                      |                      |                      |                      |                      | 551            | 4           |
| Cinema City Plzeň              | Plzeň            | 27. březen 2008   |                  | 362                  | 217                  | 180                  | 120                  | 58                   | 58                   | 248                  | 174                  | 160                  | 132                  |                      |                      |                      |                      |                      |                      |                      |                      | 1 709          | 10          |
| Golden Apple Cinema            | Zlín             | 15. květen 2008   |                  | 440                  | 122                  | 112                  | 95                   | 90                   | 90                   |                      |                      |                      |                      |                      |                      |                      |                      |                      |                      |                      |                      | 949            | 6           |
| Cinestar Jihlava               | Jihlava          | 23. říjen 2008    |                  | 223                  | 112                  | 87                   | 87                   |                      |                      |                      |                      |                      |                      |                      |                      |                      |                      |                      |                      |                      |                      | 501            | 4           |
| Cinestar Liberec               | Liberec          | 31. říjen 2008    |                  | 82                   | 82                   | 137                  | 96                   | 170                  | 96                   | 218                  | 368                  |                      |                      |                      |                      |                      |                      |                      |                      |                      |                      | 1 233          | 8           |
| Cinema City Pardubice          | Pardubice        | 15. leden 2009    |                  | 185                  | 73                   | 113                  | 241                  | 91                   | 91                   | 93                   | 101                  |                      |                      |                      |                      |                      |                      |                      |                      |                      |                      | 974            | 8           |
| Cinema City Ústí nad Labem     | Ústí nad Labem   | 29. duben 2010    |                  | 121                  | 121                  | 121                  | 121                  | 190                  |                      |                      |                      |                      |                      |                      |                      |                      |                      |                      |                      |                      |                      | 664            | 5           |
| Cinema City Liberec            | Liberec          | 23. září 2010     |                  | 216                  | 166                  | 118                  | 131                  | 245                  |                      |                      |                      |                      |                      |                      |                      |                      |                      |                      |                      |                      |                      | 867            | 5           |
| Cinema City Ostrava            | Ostrava          | 22. březen 2012   |                  | 156                  | 172                  | 172                  | 156                  | 81                   | 309                  | 70                   | 79                   |                      |                      |                      |                      |                      |                      |                      |                      |                      |                      | 1195           | 8           |
| Cinestar Opava                 | Opava            | 15. listopad 2012 |                  | 94                   | 80                   | 71                   | 80                   | 108                  | 227                  |                      |                      |                      |                      |                      |                      |                      |                      |                      |                      |                      |                      | 657            | 6           |
| Premiere Cinemas Olomouc       | Olomouc          | 18. říjen 2013    |                  | 126                  | 197                  | 119                  | 352                  | 84                   | 75                   |                      |                      |                      |                      |                      |                      |                      |                      |                      |                      |                      |                      | 953            | 6           |
| Premiere Cinemas Teplice       | Teplice          | 14. březen 2014   |                  | 182                  | 134                  | 74                   | 112                  |                      |                      |                      |                      |                      |                      |                      |                      |                      |                      |                      |                      |                      |                      | 504            | 4           |
| Cinema City Chodov             | Praha 11         | 11. říjen 2017    |                  | 98                   | 98                   | 343                  | 140                  | 169                  | 91                   | 91                   | 257                  | 178                  | 225                  | 272                  | 108                  | 111                  | 120                  | 122                  | 41                   | 30                   | 36                   | 2 530          | 18          |
| Cinestar IGY                   | České Budějovice | 3. listopad 2017  |                  | 320                  | 107                  | 204                  | 198                  | 96                   | 96                   | 88                   | 104                  | 104                  |                      |                      |                      |                      |                      |                      |                      |                      |                      | 1 317          | 9           |
| Cinemax Olomouc                | Olomouc          | 17. června 2021   |                  | 81                   | 103                  | 47                   | 203                  | 153                  | 22                   |                      |                      |                      |                      |                      |                      |                      |                      |                      |                      |                      |                      | 609            | 6           |
|                                |                  |                   |                  |                      |                      |                      |                      |                      |                      |                      |                      | Celkem 31 multikin   | Celkem 31 multikin   | Celkem 31 multikin   | Celkem 31 multikin   | Celkem 31 multikin   | Celkem 31 multikin   | Celkem 31 multikin   | Celkem 31 multikin   | Celkem 31 multikin   | Celkem 31 multikin   | 45 073         | 262         |

### Vývoj kapacit a příjmů
Historický vývoj kapacit a tržeb ze vstupného v multikinech oproti celkovým údajům všech kin:
| Rok  | Rok                      | Počet představení | Počet diváků | Tržby [Kč]    |
| ---- | ------------------------ | ----------------- | ------------ | ------------- |
| 1999 | všechna kina v ČR celkem | 181 291           | 8 370 825    | 496 062 893   |
| 1999 | z toho multikina (3)     | 19 646            | 851 395      | 84 246 575    |
| 1999 | podíl multikin           | 10,84 %           | 10,17 %      | 16,98 %       |
| 2000 | všechna kina ČR celkem   | 197 607           | 8 718 776    | 593 019 758   |
| 2000 | z toho multikina (6)     | 45 205            | 1 601 026    | 166 035 167   |
| 2000 | podíl multikin           | 22,88 %           | 18,36 %      | 28,00 %       |
| 2001 | všechna kina ČR celkem   | 252 692           | 10 363 336   | 817 681 525   |
| 2001 | z toho multikina (10)    | 107 769           | 3 176 338    | 383 397 468   |
| 2001 | podíl multikin           | 42,65 %           | 30,65 %      | 46,89 %       |
| 2002 | všechna kina ČR celkem   | 306 082           | 10 692 996   | 946 005 083   |
| 2002 | z toho multikina (14)    | 169 887           | 5 133 016    | 591 596 934   |
| 2002 | podíl multikin           | 55,50 %           | 48,00 %      | 62,54 %       |
| 2003 | všechna kina ČR celkem   | 341 332           | 12 139 638   | 1 084 009 955 |
| 2003 | z toho multikina (15)    | 200 719           | 6 528 504    | 741 848 297   |
| 2003 | podíl multikin           | 58,80 %           | 53,78 %      | 68,44 %       |
| 2004 | všechna kina ČR celkem   | 326 646           | 12 046 139   | 1 105 869 640 |
| 2004 | z toho multikina (15)    | 197 055           | 6 470 096    | 771 963 926   |
| 2004 | podíl multikin           | 60,33 %           | 53,71 %      | 69,81 %       |
| 2005 | všechna kina ČR celkem   | 318 212           | 9 478 632    | 854 485 624   |
| 2005 | z toho multikina (16)    | 197 961           | 5 210 142    | 607 583 889   |
| 2005 | podíl multikin           | 62,21 %           | 54,97 %      | 71,11 %       |
| 2006 | všechna kina ČR celkem   | 345 239           | 11 508 965   | 1 043 322 604 |
| 2006 | z toho multikina (19)    | 228 274           | 6 945 803    | 787 064 511   |
| 2006 | podíl multikin           | 66,12 %           | 60,35 %      | 75,44 %       |
| 2007 | všechna kina ČR celkem:  | 353 801           | 12 829 513   | 1 200 004 225 |
| 2007 | z toho multikina (19)    | 245 254           | 8 185 612    | 941 952 201   |
| 2007 | podíl multikin           | 69,32 %           | 63,80 %      | 78,50 %       |
| 2008 | všechna kina ČR celkem   | 386 319           | 12 897 046   | 1 220 237 088 |
| 2008 | z toho multikina (25)    | 276 032           | 8 557 667    | 1 026 996 045 |
| 2008 | podíl multikin           | 71,45 %           | 66,35 %      | 84,16 %       |
| 2009 | všechna kina ČR celkem:  | 403 198           | 12 469 365   | 1 251 065 375 |
| 2009 | z toho multikina (24)    | 300 175           | 8 666 630    | 1 087 819 091 |
| 2009 | podíl multikin           | 74,45 %           | 69,50 %      | 86,95 %       |
| 2014 | všechna kina ČR celkem:  | 471 202           | 15 621 923   | 2 011 044 198 |
| 2014 | z toho multikina (29)    | 349 168           | 10 219 789   | 1 449 511 471 |
| 2014 | podíl multikin           | 74,10 %           | 65,42 %      | 72,08 %       |
| 2018 | všechna kina ČR celkem:  | 544 243           | 16 344 483   | 2 628 942 623 |
| 2018 | z toho multikina (31)    | 415 128           | 10 767 804   | 1 679 977 776 |
| 2018 | podíl multikin           | 76,28 %           | 65,88 %      | 72,04 %       |

### Rekordy českých multikin
[kdy?]
- Největší sál: 477 sedadel v sále číslo 5 v Cinema City Letňany
- Nejmenší sál: 24 sedadel - sály 13 a 14 třídy Gold Class v CineStar Anděl
- Největší multikino: 2726 sedadel v Cinema City Nový Smíchov
- Nejmenší multikino: 509 sedadel v CineStar Jihlava
- Multikino s nejvíce sály: 14 sálů v CineStar Anděl
- Multikino s nejméně sály: CineStar Jihlava, CineStar Mladá Boleslav a Premiere Cinemas Teplice se 4 sály